# Абольянц Аристарх Аванесович
Абольянц Аристарх Аванесович — полковник російської імператорської армії, очільник Бердянського повстання, начальник штабу 2-го Офіцерського полку Добровольчої армії, емігрант, член Російської загально-військової спілки, спілки дроздовців-емігрантів.

## Біографія
Відомості про місце народження, батьків, родину — відсутні.

## Перша світова війна
У кінці 1916 р. направлений у штаб Одеського військового округу, як військовик, що знає турецьку мову. Службу проходив у 46-му запасному піхотному полку. Влітку 1917 р. на загальному зборі офіцерів кавказького походження прийнято рішення не продовжувати свою участь у війні, а поїхати додому. Однак А. А. Абольянц в катерогичній формі відмовився покидати армію, вважаючи що боротьбу треба продовжувати, але вже в самій Росії.

У серпні 1917 р. частина 46-го запасного піхотного полку була переведена в місто Бердянськ. Після більшовицького перевороту 1917 р. полк був розпущений, а офіцери заарешовані більшовиками Бердяська. 

Враховуючи настрої місцевої громади, а також рішенням Бердянської Ради через два дні офіцери разом з Абольянцем були випущені «під чесне слово». Після звільнення полковник починає готувати повстання в місті разом з керівником «Спілки скалічених воїнів» — унтер-офіцером Панасенко. Полковник був підтриманий соціал-революціонерами, соціал-демократами та колишніми членами міської думи.

## Бердянське повстання
З початком повстання очолює його. Організовує загальноміську мобілізацію офіцерів та учнів старший класів Бердянської чоловічої гімназії. Разом з І. Ю. Поповичем-Ліповацем організовує міліційні загони міської самооборони в кількості 3-х батальйонів та одного напів-ескадрону кавалерії. На 2-й день повстання дає наказ про арешт більшовицької Ради.
Вів переговори з матросами-більшовиками, які на шаландах почали обстріл міста.
Під час бомбардування був поранений та контужений. На наступний день вступає в перемовини з М. Г. Дроздовським та запрошує його загін в місто. Разом з дроздовцями в приміщені чоловічої гімназії організовує «Бюро запису в добровольці».
По завершенню повстання та отримання інформації про те, що в місто йдуть австро-угорці — залишає місто разом з загоном Дроздовського.

## Громадянська війна в Росії
З травня 1918 р. на Дону бере участь в боях проти більшовиків у складі 2-го Офіцерського (Дроздовського) полку Добровольчої армії.

## Еміграція
З 1920 р. в еміграції у Франції. Працює регіональним представником журналу «Вартовий» в Марселі, керує Дроздовським об'єднанням. З середини 20-х рр. — представник Російського національного об'єднання Франції. Під час Другої світової війни проживав на території Вішистської Франції. 

У 1960 р. стає секретарем, а потім головою ревізійної комісії марсельського відділу Спілки російських військових інвалідів.

## Смерть
Помер 11 вересня 1964 р. у Франції в м. Марсель. Похований на кладовищі Прадо.